# Temsa
Temsa – turecki producent autobusów i samochodów ciężarowych z siedzibą w Adanie. Przedsiębiorstwo założone zostało w 1968 roku i należy obecnie do tureckiego konglomeratu przemysłowo-finansowego Sabancı Holding. Posiada dwie fabryki: w Adanie (produkującą autobusy) i w Adapazari.

## Autobusy Temsa
- Diamond
- Opalin
- Prestij
- Safari
- Safir
- Tourmalin
- strona producenta